# Eunomia (politica)

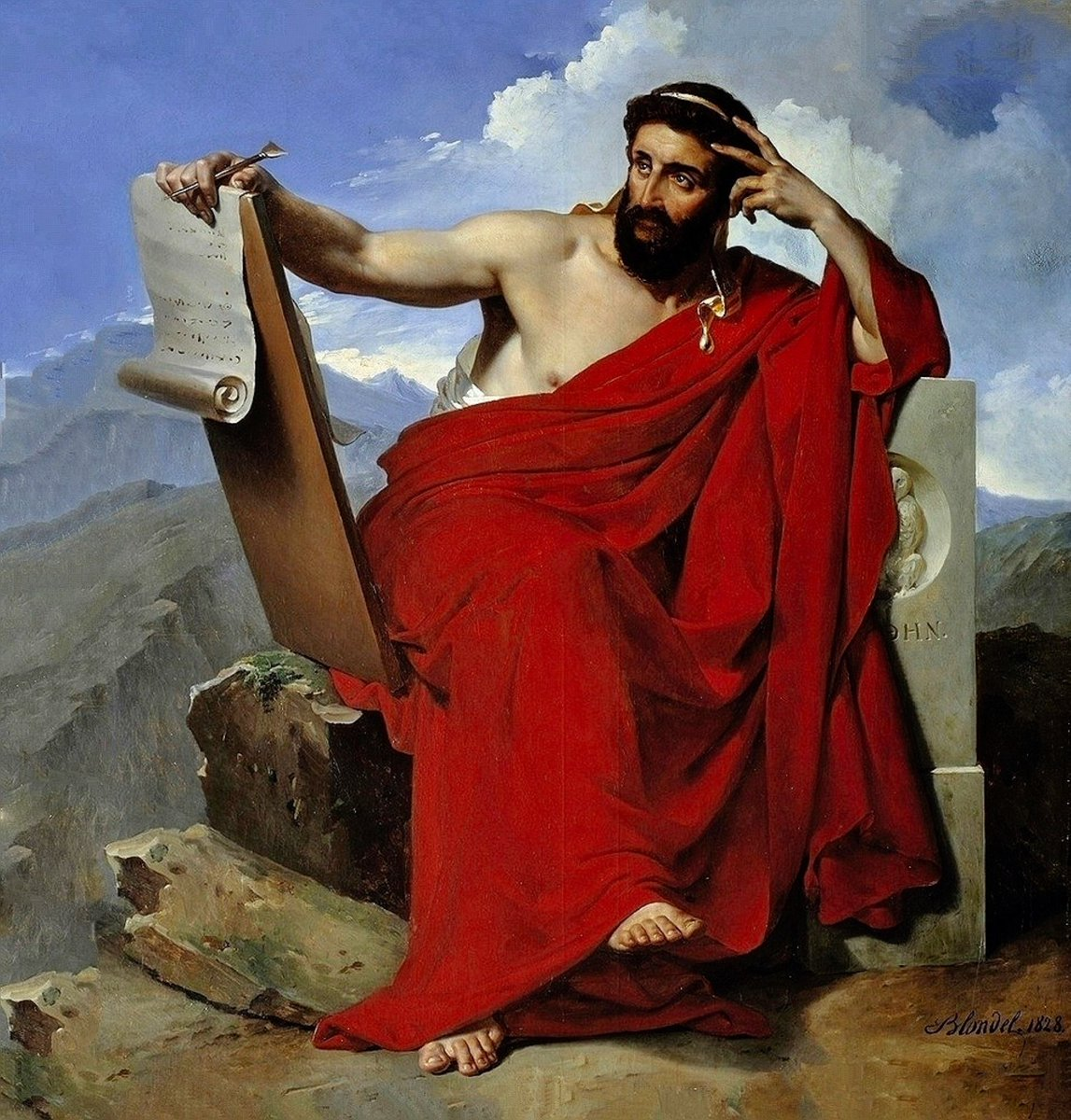
Ritratto di Solone Legislatore e Poeta di Atene di Merry-Joseph Blondel

Il termine eunomia (dal greco antico εὐνομία) indica l'idea di "buon governo". In generale tale concetto può essere riassunto come l'ideale sistema di governo in cui le leggi sono giuste e ben applicate, e in cui è mantenuto un buon ordine sociale.
Il concetto di eunomia è stato oggetto di discussione sia in filosofia che in politica sin dall'antica Grecia, divenendo successivamente anche un tema economico.

## Etimologia
Origina da Eunomia, figura mitologica figlia di Zeus e Temi, che in armonia con le sue sorelle, le Ore, si occupava di garantire il corretto andamento dell'ordine naturale e delle stagioni sulla terra.

## Nell'antichità

### Nell'opera soloniana
Il legislatore ateniese Solone utilizzò per la prima volta il termine nel suo Discorso sul buon governo, tenuto ad Atene nel 594 a.C. Nella politica soloniana, il termine indica il buon ordinamento che avrebbe consentito alla comunità della polis di vivere in pace e stabilità, evitando le guerre civili causate dall'ingiustizia e dall'abuso di potere, soprattutto da parte degli aristocratici.
Solone scrisse anche un'elegia intitolata Eunomia, in cui narrava gli esiti sulla popolazione del buongoverno e del malgoverno:
(Solone, fr. 4 West)

### A Sparta
Il valore giuridico del significato si collega anche a Licurgo, leggendario legislatore di Sparta, il cui padre è per tradizione chiamato Eunomo; tale ipostasi onomastica, di fatto, rende Licurgo figlio di colui che porta nel suo nome il significato stesso di “buon governo”. La stabilità istituzionale e culturale di Sparta viene infatti spesso ricondotta alle riforme di Licurgo.
Tucidide, in riferimento a Sparta, afferma come la stabilità e la durata del sistema politico spartano siano da ricondurre alla presenza di buone leggi che governano la città.

## Oggi
Nel contemporaneo il termine assume un'accezione più ampia che aggiunge come valore fondamentale per il buon governo anche l'economia sociale, riprendendo un concetto che si ritrova anche nella Politica di Aristotele: “… Ciò è chiaro in forza del principio fondamentale: la felicità deve esistere in unione con la virtù e felice si deve dire uno stato non guardando a una sua particolare sezione, ma a tutti i cittadini…”, ossia un buon sistema politico deve disporre di una buona economia e di giuste leggi per il raggiungimento della felicità di tutto il complesso sistema sociale universale.
L'aggettivo eunomico si carica anche di una forte componente culturale che sottolinea un atto progettuale tendente all'equità sostenibile in materia economica, sociale e giuridica per un futuro sociale positivo.
Oggi termine eunomia è usato per indicare un sistema amministrativo, in cui gli enti pubblici sono rispettosi dei tempi di pubblicazione dei bilanci e consentono l'applicazione dei principi della trasparenza e del controllo da parte dei cittadini.
Si può, quindi, affermare che nel contemporaneo il significato del termine eunomia si sia arricchito aggiungendo spessore al suo valore di benessere sociale, raggiunto attraverso un complesso sistema di eque norme.